# Горбатенко Володимир Павлович
Горбатенко Володимир Павлович (*9 липня 1957, Варва) — український політолог і правознавець, доктор політичних наук (2000), професор (2002), академік Української академії політичних наук (2004), академік Академії наук вищої школи України (2004), дійсний член (академік) АППН України, перший віцепрезидент Академії політико-правових наук України (2016).

## Біографія
Народився 9 липня 1957 року в смт Варва Чернігівської області. Закінчив 1984 року історико-педагогічний факультет Київського державного педагогічного інституту ім. О. М. Горького. У 1990–2000 роках працював на постійній основі в цьому університеті, пройшов шлях від асистента до професора, завідувача кафедри політології і соціології. Від 2000 року працює в університеті за сумісництвом — професор кафедри політичних наук.
У 2000–2002 роках — науковий консультант судді Конституційного Суду України. З 2002 року — завідувач Центру енциклопедичних юридичних досліджень Інституту держави і права імені В. М. Корецького НАН України, з 2006 року по 2016 — заступник директора, з 2016 року — провідний науковий співробітник цього інституту З 1995 року — вчений секретар, а з 2004 року — голова Спеціалізованої вченої ради по захисту дисертацій на здобуття наукового ступеня доктора (кандидата) політичних наук при Інституті держави і права імені В. М. Корецького НАН України. Підготував 3 докторів політичних наук, 17 кандидатів політичних наук, 1 кандидата юридичних наук.

## Наукова робота
Досліджує проблеми розвитку державного управління і місцевого самоврядування, політичної модернізації, політичного прогнозування, історії політичних і правових учень, громадянської освіти, філософії права.
Дисертація на здобуття наукового ступеня кандидата політичних наук «Місцеве самоврядування в Україні: політологічний аналіз концепцій минулого і сучасність» (1995), дисертація на здобуття доктора політичних наук «Модернізація українського суспільства у контексті сучасних цивілізаційних процесів» (1999).

### Основні праці
- «Вступ до політології: Екскурс в історію правничо-політичної думки» (1996 р., 1998 р., у співавторстві);
- «Політологічний енциклопедичний словник» (1997 р., 2004 р., упорядник і відповідальний редактор);
- «Основи етнодержавознавства. Підручник» (1997 р., у співавторстві);
- «Політологія: Підручник» (1998 р., 2001 р., 2006 р., відповідальний редактор);
- «Нація і держава: Теоретико-методологічний та концептуальний аналіз» (т. 1, 1998 р., у співавторстві);
- «Юридична енциклопедія» (в 6 т., 1998—2004 рр., відповідальний секретар редколегії, науковий редактор, автор 350 статей);
- «Стратегія модернізації суспільства: Україна і світ на зламі тисячоліть» (1999 р.);
- «Демократія — Управління — Бюрократія: в контексті модернізації українського суспільства» (2001 р., у співавторстві з В. В. Цвєтковим);
- «Політологія: Підручник для вищих навчальних закладів» (2002 р., у співавторстві);
- «Історія для громадянина. Методичний посібник для вчителів середніх загальноосвітніх навчальних закладів» (2003 р., у співавторстві);
- «Європейська інтеграція України: політико-правові проблеми» (2005 р., відповідальний редактор);
- «Політичне прогнозування: теорія, методологія, практика» (2006 р.);
- «Інноваційний розвиток України: політико-правові аспекти» (2006 р., відповідальний редактор);
- «Історія політичної думки в Україні: Навчальний посібник» (2007 р., у співавторстві);
- «Великий енциклопедичний юридичний словник» (2007 р., заступник голови редколегії, автор 28 статей);
- «Прикладна політологія: Навчальний посібник» (2008 р., відповідальний редактор);
- «Історія вчень про державу і право: Навчальний посібник» (2010 р., у співавторстві з О. М. Мироненком).

## Відзнаки
- Лауреат премії імені Ярослава Мудрого Академії правових наук України (2002)
- Лауреат Державної премії України в галузі науки і техніки (2004)
- Лауреат премії імені М. П. Василенка НАН України (2008)
- Нагороджений орденом Князя Ярослава Мудрого V ступеня (2009).